# Lipomo
Lipomo (Lipomm in dialetto comasco, AFI: /liˈpɔm/) è un comune italiano di 5 895 abitanti della provincia di Como in Lombardia.
Il territorio del comune appartiene alla diocesi di Como.

## Origini del nome
Alla Guerra decennale tra Como e Milano si fa risalire l'ipotesi più accreditata sulle origini del toponimo «Lipomo». All'interno del poema del cosiddetto «Anonimo Cumano», che canta appunto la guerra decennale, il testo (curato dal padre somasco Giuseppe Maria Stampa) fa riferimento a «Lepomum» e «Leppomum», anche se probabilmente si tratta di un errore di scrittura nel riportare l’originale «Leponium». Quest’ultimo sembrerebbe derivare da «Laeponius», ossia il nome di un comandante della postazione militare negli avamposti di Como a cui sarebbe stata assegnata una villa o un fondo nella zona dell’attuale Comune di Lipomo.
Secondo un'altra teoria, il toponimo deriverebbe invece dall'unione delle parole greche «lipo» (da «leipo», mancare) e «omoios», «simile»: quindi diseguale, non uniforme, in relazione al terreno irregolare e a balze caratteristico della zona. Una terza ipotesi sosterrebbe invece una derivazione dal francese: «lieu-pommes», ossia luogo delle mele, con riferimento alla coltivazione di questi frutti, oppure luogo delle patate (in francese: «pommes de terre»).

## Storia

### Preistoria ed età antica
Le più antiche tracce di civiltà del paese riguardano alcuni reperti archeologici risalenti al neolitico, riportati alla luce durante alcuni lavori di ampliamento del locale cimitero.
Di epoca preistorica sarebbero anche alcuni segni presenti sul «Sass sura Lipomm» (il sasso sopra Lipomo) e sul «Sasso di Mezzo», due massi di natura micascistica ritrovati lungo le pareti del Monte Croce, in una zona boschiva non lontana dalla località Tarliscia. Sulla superficie dei massi si sono ritrovate alcune incisioni rupestri, tra le quali cinque coppelle dalla forma rituale (sembra richiamino la costellazione del Cigno). Risalendo all'epoca in cui le scodelle furono scolpite, si può giungere alla conclusione che la zona era già popolata fra il Mille e l'Ottocento a.C..
Lipomo venne rifondata dopo la conquista romana di Como nel 59 a.C. ad opera di Cesare.
Riguardo alla storia di Lipomo durante l'età antica, ci si affida a fonti frammentarie. Ad esempio, secondo una storia tramandata dagli anziani, si narra che nel XVIII secolo sarebbero stati ritrovati resti umani e duecento monete romane. Si è così ipotizzato che in epoca imperiale Lipomo, data la sua vicinanza a Como, possa essere stata una località di villeggiatura al riparo dalle invasioni delle genti del Lario. Secondo recenti ricerche sembra inoltre che la zona della «Curt Granda», una corte posta nella zona più antica dell'abitato, possa essere stata sede di un accampamento romano non permanente.
Per quanto riguarda la storia altomedioevale del paese, sono da segnalare i resti di un antico insediamento. Si tratta delle fondamenta di alcune case di probabile epoca medievale, quasi certamente coeve alla parte inferiore delle chiesa parrocchiale. Lipomo dunque esisteva già al tempo dei Comuni, come appare dagli scritti di alcuni storiografi comaschi riportanti la distruzione del paese ad opera degli abitanti di Cantù nel 1050, avvenuta nel contesto delle contese tra Como e Milano che nel giro di mezzo secolo avrebbero portato alla guerra decennale.
Dopo il trattato del 1196 Lipomo venne acquartierato alla pieve di Zezio. Sempre inserito nella stessa pieve, nel 1335 il "comune de Lepomis" viene citato dagli annessi agli Statuti di Como tra i comuni incaricati della manutenzione stradale tra il ponte di Zezio e il confine con Albese.

### Dal Medioevo ai giorni nostri
Quando nel 1535 il Ducato di Milano cadde sotto la dominazione spagnola, Lipomo seguì la stessa sorte.
Come tutti i nuclei della Pieve di Zezio, Lipomo nel 1656 si affrancò, pagando un dazio in base al numero di famiglie presenti sul territorio, dalle soggezioni feudali. Si trattò di una decisione del governo spagnolo che, alla ricerca di nuovi fondi per rimpinguare le sempre dissestate casse statali, nel 1647 aveva deciso di vendere determinate zone come feudo a un nobile, lasciando ai centri inclusi nella zona stessa la possibilità di riscattarsi dietro il pagamento di denaro.
Testimonianza della dominazione spagnola fu la presenza della famiglia de Herra, che per lungo tempo possedettero gran parte del patrimonio fondiario e immobiliare del paese.
Quando nel XVIII secolo fu pubblicato il Catasto Teresiano, la località Tarliscia, fino ad allora unità indipendente, venne aggregata definitivamente a Lipomo.
In epoca napoleonica Lipomo fu aggregato al XXII distretto di Como, mentre con l'avvento della Repubblica Cisalpina passò nel Distretto I di Como. In seguito all'incoronazione di Napoleone a imperatore del 6 marzo 1805, Lipomo venne quindi inserito nel Cantone II di Como, inglobato nel già citato Distretto I di Como. Nel 1809 divenne quartiere di Como, per riprendere la sua indipendenza dopo il Congresso di Vienna.
A metà del secolo XIX venne istituita la prima scuola in paese.
Nel periodo risorgimentale si ricorda la figura del notaio comasco Tomaso Perti, che possedeva terreni in quel di Tarliscia. Podestà di Como, ricoprì la carica di capo del governo provvisorio di Como, durante le Cinque Giornate di Milano. Un altro rappresentante della famiglia, l'avvocato Antonio Perti, fu il secondo sindaco della storia di Lipomo dopo la proclamazione dell'unità d'Italia (il primo fu Antonio Marelli). Due medici, Innocenzo Regazzoni e Fermo Coduri, presero parte alle guerre di Indipendenza.
Eroe della seconda guerra mondiale fu invece Enrico Cantaluppi, originario di Lipomo, il cui ritratto campeggia dal giugno 2000 nella sala consiliare. Enrico Cantaluppi, il cui nome di battaglia era «Fani», venne fucilato il 24 gennaio del 1945 a Como, in via Barelli. Alla sua memoria sono dedicate, a Lipomo, la via principale che collega il centro con il quartiere di Como-Lora e la statale Briantea, oltre alle scuole elementari di via Cadorna.
Le attività economiche rimasero legate all'agricoltura fino alla conclusione del secondo conflitto mondiale. Nel 1946, gli ultimi esponenti della famiglia de Herra e i loro eredi Melano di Portula e Tanzi di Milano decisero di liquidare e vendere tutte le ingenti proprietà fondiarie e immobiliari presenti sul territorio di Lipomo e ritirarsi nel proprio palazzo di via del Gesù 7 a Milano. Da allora si registrò un notevole sviluppo industriale con conseguente aumento demografico.
Le attività industriali presenti operano nel settore tessile (tessiture, tintorie e stamperie) e metalmeccanico (officine, costruzioni meccaniche, lavorazione di laminati e di ferro battuto).

### Simboli
Lo stemma e il gonfalone sono stati concessi con decreto del presidente della Repubblica del 12 giugno 1984.
Nello scudo è inserita la croce d'argento su fondo rosso con la scritta LIBERTAS, simbolo di Como. Nella parte inferiore è raffigurato il rio Valbasca, presso cui sono state rinvenute tracce dei primi insediamenti abitativi, e la torre De Herra, famiglia che fu proprietaria di gran parte del paese dalla fine del XVII secolo: questa costruzione è caratterizzata dal disegno alternato di strisce rosse e bianche.
Il gonfalone è un drappo partito di bianco e di azzurro.

## Monumenti e luoghi d'interesse

### Architetture civili

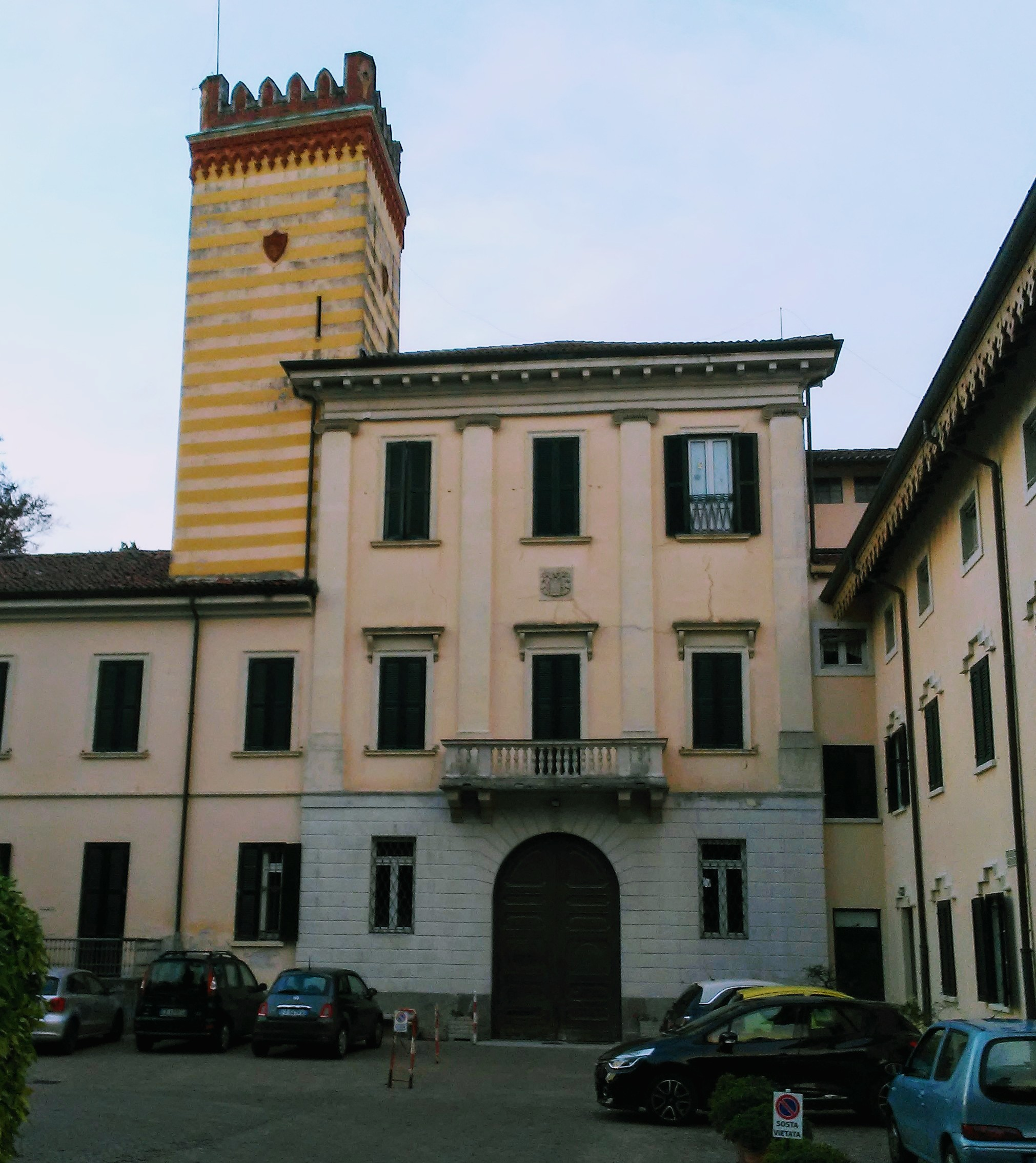
Villa Fulvia

#### Villa Fulvia
Villa Fulvia (XVII secolo), che deve il suo nome alla contessa Fulvia Sormani maritata de Herra, è una villa in stile eclettico tipico dell'Ottocento con relativa casa padronale e un parco di stile misto, molto ampio e recintato. Originariamente denominata "Cascina Selva", Villa Fulvia nacque come storico luogo di residenza della famiglia de Herra, le cui proprietà terriere comprendevano la quasi totalità della superficie territoriale del comune. Gli archivi comunali testimoniano come l'aspetto definitivo dell'accesso che dalla strada provinciale Como-Lecco porta alla villa risalga alla seconda metà dell'Ottocento. Nello specifico, l'imbocco del viale prospettico in salita verso la villa fu risistemato intorno al 1879, attraverso alcuni lavori che comportarono un leggero spostamento della provinciale ed un riassetto dell’innesto delle strade per Lipomo (l'odierna via Cantaluppi) e per Camerlata (l'odierna via Oltrecolle, allora detta via della Pestonaggia). Opere di prolungamento del viale e di sistemazione della cancellata sono invece descritte in una lettera risalente al 1883, firmata dalla stessa Fulvia Sormani vedova de Herra. Quando nel 1946 i de Herra decisero di ritirarsi nel proprio palazzo di Milano, la villa e gran parte dei terreni che la famiglia aveva a Lipomo furono cedute alle Figlie di Santa Maria della Divina Provvidenza, che, in seguito a opportuni interventi di ristrutturazione e ampliamento, trasformarono la villa in una casa di riposo per anziane.
Nel corso dell’anno scolastico 1974-75, in concomitanza alla necessità di istituire una sede di scuola media che potesse far fronte al crescente numero di alunni lipomesi, l'amministrazione comunale entrò in trattativa con le suore per l'affitto di alcuni locali della villa. Fu così che, nel successivo anno scolastico 1975-76, la villa ospitò le prime tre classi di prima media. Le scuole medie furono ospitate nei locali al piano seminterrato della villa per una decina di anni.
All'interno, la villa conserva alcune sale affrescate.

#### Altro
Nel basamento di quella che era una volta la Cassina dell'Oca, lungo via Cadorna, si notano un paio di corsi di ciottoli posati a «lisca di pesce», secondo una tipica tecnica costruttiva dell'epoca romanica.
La tipologia architettonica della «colombera» della «Curt dei Tunela», in via Volta, richiama un'origine antica e fa pensare alla tipologia costruttiva di un castello (o di un sistema di torri di difesa), risalente all'epoca dei secoli fra il XIV e il XVI.

### Architetture religiose

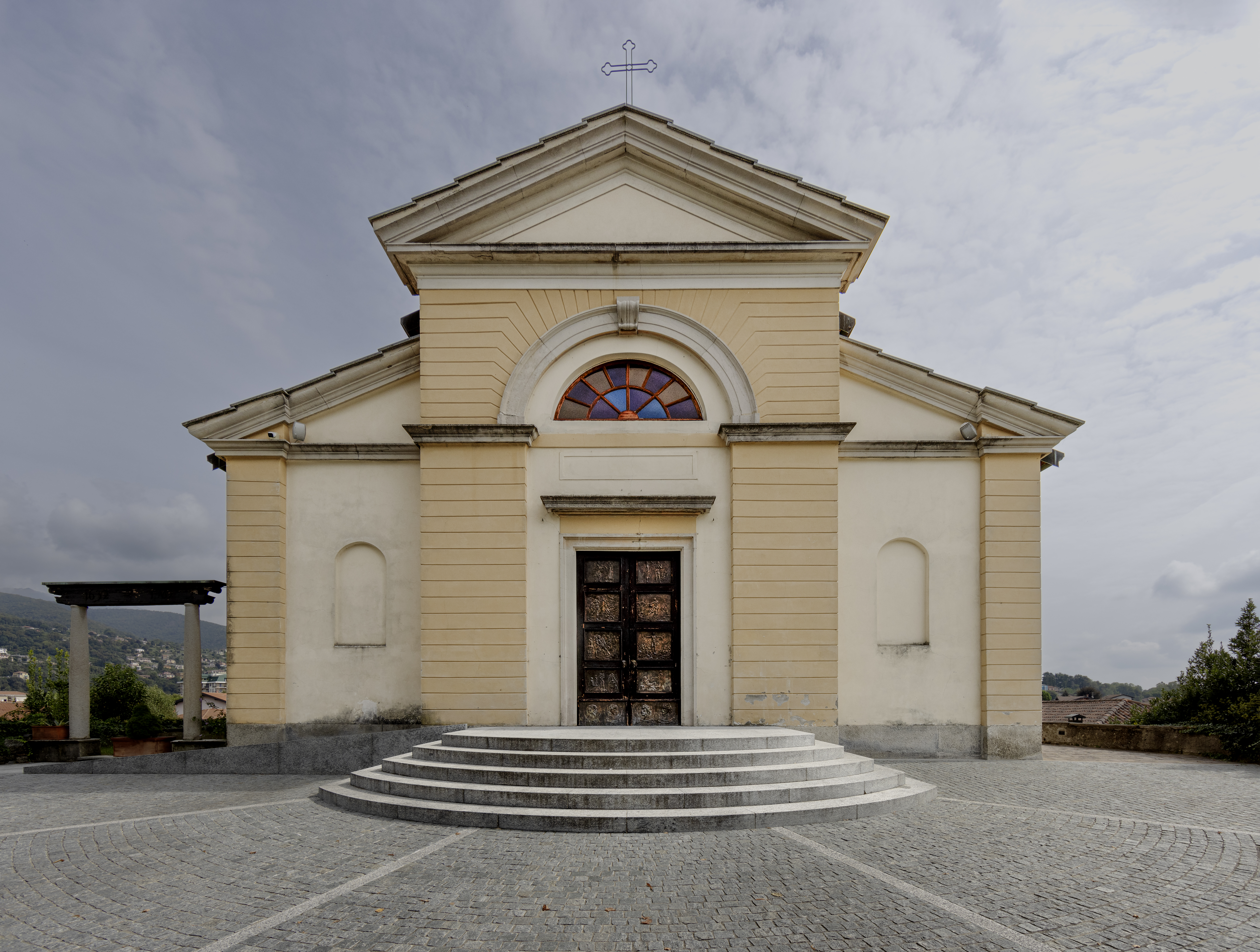
Chiesa dei Santi Vito e Modesto

#### Chiesa dei Santi Vito e Modesto
La più antica architettura religiosa del paese è la chiesa dei Santi Vito e Modesto, che secondo alcune ipotesi sarebbe stata edificata a partire da una cappella situata ai piedi di una torre facente parte di un sistema segnaletico militare in corrispondenza visiva con il castel Baradello e altre postazioni circostanti. Sede di parrocchia dal 1º aprile 1632, nel corso dei secoli la chiesa è andata incontro a numerosi interventi che ne hanno modificato l'aspetto. Il campanile, presenta alcune forme architettoniche tipiche del romanico comasco.

#### Chiesa dello Spirito Santo
Nel 1986, in occasione delle celebrazioni del XVI centenario della Diocesi di Como, si decise di dotare Lipomo di una nuova parrocchiale che potesse meglio rispondere alla crescita demografica della comunità. Il terreno per l'edificazione della nuova chiesa fu donato dalle Figlie di Santa Maria della Provvidenza, che nella Cattedrale di Como offrirono simbolicamente una zolla alla parrocchia di Lipomo. Donazione che si concretizzo l'anno successivo quando le suore misero a disposizione circa 7.000 mq. Al termine dell'esaminazione di ben 36 progetti di realizzazione giunti in parrocchia, la costruzione della nuova chiesa fu assegnata al progetto dell’arch. Pier Carlo Noè e l’ing. Paolo Biscotti con la seguente motivazione: “il progetto interpreta il contesto urbanistico e la preesistenza della chiesa storica sul colle, confermando i valori ambientali e simbolici del Comune di Lipomo. La nuova aula assembleare si integra con la chiesa esistente, senza entrare in antagonismo spaziale”. Il 12 novembre 1988 in concomitanza con la festa di Santa Maria della Provvidenza, mons. Teresio Ferraroni benediceva la posa della prima pietra della Chiesa dello Spirito Santo, che venne consacrata il 3 ottobre 1993 dal mons. Alessandro Maggiolini. La chiesa, che costituisce l'unico edificio religioso della Diocesi di Como a essere dedicata allo Spirito Santo, conserva un dipinto di una Sacra Famiglia, oltre ad arredi liturgici di Eli Riva. Il dipinto fu rinvenuto in parrocchia negli anni 1980 e venne attribuito da alcuni a Leonardo da Vinci da altri a scuola leonardesca: dopo essere stato restaurato, il quadro venne temporaneamente esposto nella chiesa di san Giacomo a Como, in occasione dell'evento natalizio chiamato "Città dei Balocchi".

#### Altri edifici religiosi
La Cappellina ai Caduti di guerra fu eretta tra il 1871 e il 1872 come cappella della cella mortuaria del vecchio cimitero comunale. Il luogo fu in essere fino agli anni Settanta, quando il cimitero fu smantellato e l'area fu bonificata e destinata a parco. La Cappellina fu tuttavia conservata e intitolata ai caduti di guerra. Sul percorso tra la Chiesa dei Santi Vito e Modesto e Villa Fulvia si incontra un'altra cappella. Si tratta della Cappella sepolcrale della famiglia De Herra, realizzata nel 1882 in concomitanza con la demolizione di un vecchio cimitero che, in virtù della sempre più crescente popolazione comunale da un lato e dell’approvazione del primo regolamento di igiene del 1866 dall'altro, doveva essere trasferito nel luogo dove oggi si trovano la Cappellina ai Caduti e il parco dedicato ai Caduti di Nassiriya.
Una cappella si trova anche all'interno del parco di Villa Fulvia.

## Società

### Evoluzione demografica

#### Demografia pre-unitaria
- 1751: 151 abitanti[13]
- 1771: 212 abitanti[27]
- 1799: 245 abitanti[15]
- 1805: 266 abitanti[15]
- 1853: 464 abitanti[16]

#### Demografia post-unitaria
Abitanti censiti

### Esplicative
1. ↑  Per il dialetto comasco, si utilizza l'ortografia ticinese, introdotta a partire dal 1969 dall'associazione culturale Famiglia Comasca nei vocabolari, nei documenti e nella produzione letteraria.

### Bibliografiche
1. 1 2   Bilancio demografico mensile anno 2025 (dati provvisori), su demo.istat.it, ISTAT.
2. ↑   Classificazione sismica (XLS), su rischi.protezionecivile.gov.it.
3. ↑   Tabella dei gradi/giorno dei Comuni italiani raggruppati per Regione e Provincia (PDF), in Legge 26 agosto 1993, n. 412, allegato A, Agenzia nazionale per le nuove tecnologie, l'energia e lo sviluppo economico sostenibile, 1º marzo 2011,  p. 151. URL consultato il 25 aprile 2012 (archiviato dall'url originale il 1º gennaio 2017).
4. ↑   AA. VV., Dizionario di toponomastica. Storia e significato dei nomi geografici italiani., Milano, Garzanti, 1996,  p. 355, ISBN 88-11-30500-4.
5. 1 2   Comune di Lipomo, su halleyweb.com. URL consultato l'11 dicembre 2019.
6. 1 2 3  Borghese, p. 267.
7. ↑   Dizionario di toponomastica, UTET, 2006,  p. 418, ISBN 978-88-02-07228-9.
8. ↑   Giulia Giovanessi, Sembra un film: dal cimitero comasco riemerge un misterioso villaggio di 7mila anni fa. E ora svela i segreti, su ComoZero, 2 giugno 2025. URL consultato il 2 giugno 2025.
9. ↑   Sonia Meroni, Reperti del Neolitico trovati durante i lavori al cimitero, su Prima Como, 28 maggio 2025. URL consultato il 28 maggio 2025.
10. 1 2 3 4 5 6 7 8 9 10 11 12 13 14 15 16 17   PGT - Documento di Piano approvato - 1.1 Relazione DocPiano III (PDF), su hlservizicloud.it.
11. 1 2 3 4 5 6   Comune di Lipomo, su halleyweb.com. URL consultato l'11 dicembre 2019.
12. ↑   Annalisa Borghese, Lipomo, in Il territorio lariano e i suoi comuni, vol. 17, Milano, Editoriale del Drago, 1992,  p. 267.
13. 1 2 3   Comune di Lipomo, sec. XIV - 1757 – Istituzioni storiche – Lombardia Beni Culturali, su lombardiabeniculturali.it. URL consultato il 6 maggio 2020.
14. 1 2 3 4 5 6 7 8 9 10 11 12   Comune di Lipomo, su halleyweb.com. URL consultato l'11 dicembre 2019.
15. 1 2 3   Comune di Lipomo, 1798 - 1808 – Istituzioni storiche – Lombardia Beni Culturali, su lombardiabeniculturali.it. URL consultato il 6 maggio 2020.
16. 1 2   Comune di Lipomo, 1816 - 1859 – Istituzioni storiche – Lombardia Beni Culturali, su lombardiabeniculturali.it. URL consultato il 6 maggio 2020.
17. ↑   Lipomo, decreto 1984-06-12 DPR, concessione di stemma e gonfalone, su Archivio Centrale dello Stato. URL consultato il 31 ottobre 2022.
18. ↑   Villa De Herra - complesso, Via Oltrecolle - Lipomo (CO) – Architetture – Lombardia Beni Culturali, su lombardiabeniculturali.it. URL consultato il 6 maggio 2020.
19. 1 2 3   LIPOMO - VISITA GUIDATA AI GIARDINI DI VILLA FULVI, su laprovinciadicomo.it. URL consultato il 10 dicembre 2019 (archiviato dall'url originale l'11 dicembre 2019).
20. ↑   SIUSA - Parrocchia dei SS. Vito e Modesto in Lipomo, su siusa.archivi.beniculturali.it. URL consultato il 10 dicembre 2019.
21. ↑   lauralegnani0, 25° Chiesa Spirito Santo, su Diocesi di Como, 1º ottobre 2018. URL consultato il 9 dicembre 2023.
22. ↑   Chiesa dello Spirito Santo Archivi, su Parrocchia di Lipomo, 27 maggio 2023. URL consultato il 9 dicembre 2023.
23. ↑   Chiesa dello Spirito Santo (PDF), su xxcoecoinformazioni.files.wordpress.com.
24. ↑   Mario Mascetti, Ernesto Solari, La Sacra famiglia di Lipomo - Un Leonardo ritrovato ... e perduto? (PDF), 2004.
25. ↑   Comune di Lipomo, su halleyweb.com. URL consultato l'11 dicembre 2019.
26. ↑   parrocchialipomo.it, su parrocchialipomo.it. URL consultato il 10 dicembre 2019.
27. ↑   Comune di Lipomo, 1757 - 1797 – Istituzioni storiche – Lombardia Beni Culturali, su lombardiabeniculturali.it. URL consultato il 6 maggio 2020.
28. ↑  Dati tratti da:
  -  Popolazione residente dei comuni. Censimenti dal 1861 al 1991 (PDF), su ebiblio.istat.it, ISTAT.
  -  Popolazione residente per territorio – serie storica, su esploradati.censimentopopolazione.istat.it.
Nota bene: il dato del 2021 si riferisce al dato del censimento permanente al 31 dicembre di quell'anno.